# Позиционо удушење
Позиционо удушење или позициона асфиксија (енгл. positional asphyxia, lat. suffocatio) јесте насилно механичко гушење због изнуђеног и неадекватног положаја тела у коме онo спречава особу да адекватно дише. Ове смртне и несмртне повреде насилног поремећаја или прекида функције дисања, настају због: насилног механичког удушења запушењем (lat. suffocatio): запушењем носа и уста  (lat. occlusio nasi et oris), запушењем грла и гркљана  (lat. obturatio pharyngolaryngis), запушењем душника и душница  (lat. obturatio tracheobronchiorum), утопљења (lat. submersio).
Од последица овог удушења људи могу умрети, случајно, када су уста и нос зачепљени, или када се груди можда нису могле у потпуности проширити и омогућити нормнално дисање. Позиционо удушење може  бити последица бруталности од стране полиције, војних затворских чувара или јатрогено уудушење због неадекватног рада медицинског особља. Позиционо удушње такође је чест узрок смрти код новорођенчади, чије тело још увек није довољно развијено да безбедно преузме основне функције као што је спавање у положају који није хоризонталан.

## Називи
Позициона удушење - позициона асфиксија -  насилно механичко удушење (због изнуђеног и неадекватног положаја тела) -  постурална асфиксија (lat. postura – положај држање тела).
Поремећаји функције дисања могу бити природног или насилног порекла. Природни поремећаји функције дисања (Аспхикиа натуралис) су бројни, а примери укључују упалу плућа, дифтерију

## Етиопатогенеза
Дисање, као једна од виталних функција у телу, у суштини представља транспорт кисеоника из атмосфере у ткива, односно ћелије и враћање створеног угљен-диоксида. Овај процес је изузетно сложен, у његовом ланцу постоји неколико карика, од којих свака мора бити функционална да би се вентилација, дифузија и транспорт наведених гасова одвијали нормално и правилно.
Пре свега, неопходан је одговарајући, нормалан састав атмосфере у којој се човек налази. Онда, потребно је отворити усне и назалне отворе, проходност даљих дисајних путева (нос, уста, ждрело, ларинкс, трахеја, трахеја), очуван квалитет плућног ткива, правилан састав крви, очувана способност еритроцити да примају и преносе кисеоник у ткива и ћелије који морају имати квалитативне карактеристике које прихватају кисеоник, а све под условима правилног функционисања централне регулације дисања.
Поремећај или прекид било које карике у овом ланцу доводи до оштећења респираторне функције, или до гушење (асфиксија), које се може завршити фатално или нефатално.
Сам назив овог облика гушења механичко удушење  (позиционо удушење) указује на следеће основне механизам повређивања, у којима долази до поремећаја дисања услед неадекватног положаја тела човека:
- код онессвешћених, јако алкохолисаних, предозираних дрогом или особа са инвалидитетом,

- код одособа који из других разлога завршавају у неком неприродном, изнуђеном положају  (падање у уске просторе, савијање тела око столице, ивице кревета)

- саобраћајне незгоде, превртање путничког возила, савијање тела око заштитног појаса итд

У поменутим или сличним ситуацијама таква особе се налази у положају који спречава нормално екскурзије грудног коша и леђа. То временом доводи до умора и исцрпљености респираторних мишића са последичном парализом респираторних покрета и на крају смрти због гушења.

## Могући узроци

### Позициона удушења у аутомобилском седишту
Пре рођење човек пре него што се до краја живота суоче са гравитационим привлачењем Земље, проводе врло кратко време у материци у некој врсти „бестежинског стања“ захваљујући амнионској течности, Када новорођенче почне да доживљава силу гравитације, његово тело још увек није довољно развијено да безбедно преузме основне функције као што је спавање у положају који није хоризонталан. Ово се мора узети у обзир приликом постављања детета у аутомобилско седиште, јер је веома важно правилно држање  и правилно причвршћеним упртачима , како би се спречилило да се тело савија и отежа детету да дише. Ово је познато као позицијска асфиксија. При наглим маневрима возила дете је свом тежином бачено напред, грудни кош не може да се прошири да би у плућа ушао у ваздух, дијафрагма не може нормално да се креће, а ако се и глава забаци напред, душник ће се затворити, што доводи до гушења  у трајању од неколико минута.
Позициона асфиксија није ограничена само на децу у аутомобилском седишту, слично се мође десити и одраслој особи у седећем положају у возилу или другом превозном средству  ако је при наглом кочењу  код особав езане појасем дошло  до смањене способност дисања услед померања пут напред грудног коша ка коленима или близу њих. Ризик ће бити већи у случајевима када особа која је везана има висок индекс телесне масе (БМИ) и/или велики обим струка.

### Позициона удушења услед интервенције полиције
У Сједињеним Америчким Државама описано је и неколико позиционих удушења које су се завршиле смрћу  код ухапшених лица која су била дуже време у неправилном положају са лисицама на рукама (види слику) или су неправлно  транспортована на задњем седишту полицијског аутомобила.
У овим  стањима чврсто фиксирани задњи екстремитети и контакт предње стране грудног коша са чврстом површином отежавају дисање, што може довести до смрти услед гушења.  

### Позициона удушења услед болести или несреће
Позиционо удушење се такође може јавити као последица несреће или болести, али и неправилне бриге о пацијентима у старачким домовима, нпр. када је једна особа умрла од гушења након што јој се врат заглавио између душека и ограде њеног кревета.
Ова врста удушења може укључивати и дављење деце у  оградици дечјег кревета.
Неки случајеви позиционог удушења описани су и након напада епилепсије, пада низ степенице или других несрећа.

### Удушење у положају распећа
У судској медицини описано је неколико позициони удушења у случајевима распећа. У овом случају поремећај дисања и смрт изазванa је, поред других механизама (дехидрација, губитак крви),  посебним положајем тела са раширеним рукама  (које отежавају екскурзије грудног коша), и потпуним исправљеним и фиксираним трупом ( што такође угрожава дијафрагмално дисање).